# Josef Lipavský
Josef Lipavský   (Vysoké Mýto, 22 de febrer de 1772 - Viena, 7 de gener de 1810) fou un compositor txec resident a l'estranger.
Després d'estudiar filosofia a la Universitat Carolina de Praga, va continuar els seus estudis de dret a Viena. En música, presumptament fou deixeble de Mozart i de Johann Baptist Wanhal. Tanmateix, això no està completament documentat. Durant un temps va ser professor de música a la família del comte Adam Teleki i va actuar com a virtuós per a piano. Es va establir a Viena, on va obtenir el càrrec de secretari a la Cambra de nòmines de la Sala Imperial i Reial Secret (avui diríem que la fiscalia).
Va ser un compositor prolífic i reeixit. Va compondre principalment composicions per a piano, sobretot variacions populars en temes d'òperes populars. No obstant això, també va escriure diverses composicions, cançons, composicions per a orgue i diverses òperes. L'última composició de Lipavský, Sonata concertante en G major per a flauta i piano, es va imprimir pòstumament. Les seves composicions s'han conservat a arxius de Praga, Viena, Berlín i Brno.

## Òperes
- Die Nymphe der Silberquelle (Vídeň, 1794)
- Bernardon
- Der gebesserte Hausteufel

## Variacions per a piano
- 12 Variacions per al Forte-Piano dedicades a Sign. WA Mozart (1791)
- Les variacions del romanç Eine Rose mantenen i mantenen la seva deducció a Mademoiselle la Comtesse Julie de Dietrichstein
- 10 Variacions per al Piano-Forte a l'aire Savoyard: Ascoute Ieanette de l'òpera Les deux Savoyards
- Variacions per a Clavecin o Piano Forte sur la Pastorale du Ballet La Fille retrouvée de l'Empereur Otto II, dediées a Mademoiselle Nannette de Cronenfels
- 9 Variacions Sur du Duos La llet es troba per a Clavecin o Piano Forte, dedicada a Mademoiselle Babette de Managetta i Lerchenau
- 8 variacions per a Piano Forte, Obra 27 Sur la romance In des Tirannes z opery Étienne Méhula Die beyden Füchse